# Раймунд I (Руерг)
Раймунд I (на френски: Raymond II, Raimund I; Ramon, Raimundo II, * 905, † февруари 960 / 7 септември 961/965) от Дом Тулуза е от 935 до 960/961 г. граф на Руерг, маркграф на Септимания (Маркграфство Готия), от 936 г. херцог на Аквитания.

## Биография
Син е на граф Арменгол от Руерг († 935) и на съпругата му Аделаида. Той издига своето графство и сам си дава титлата marchio (маркграф) на Септимания. От 936 г. е последният херцог на Херцогство Аквитания от фамилията му, преди титлата да мине към Рамнулфидите.
Раймунд е убит между февруари 960 и 7 септември 961 г. по време на поклонение до Сантяго де Компостела.

## Брак и деца
Първи брак: жени се за дъщерята на Одоин, с която има няколко деца.
Втори брак: през 936 г. се жени за Берта от Арл († сл. 18 август 965) (род Бозониди), вдовица на Бозон I († 935), маркграф на Тусция (род Бувиниди), и дъщеря на Бозон от Тусция, маркграф на Тоскана. Тя е племенница на Хуго I, който става през 926 г. крал на Италия. Имат четирима сина:
- Раймунд II (945 – 1010), неговият наследник в Руерг
- Хуго († след 1084), епископ на Тулуза
- Понс
- Арменгол.